# Trùm xã hội đen

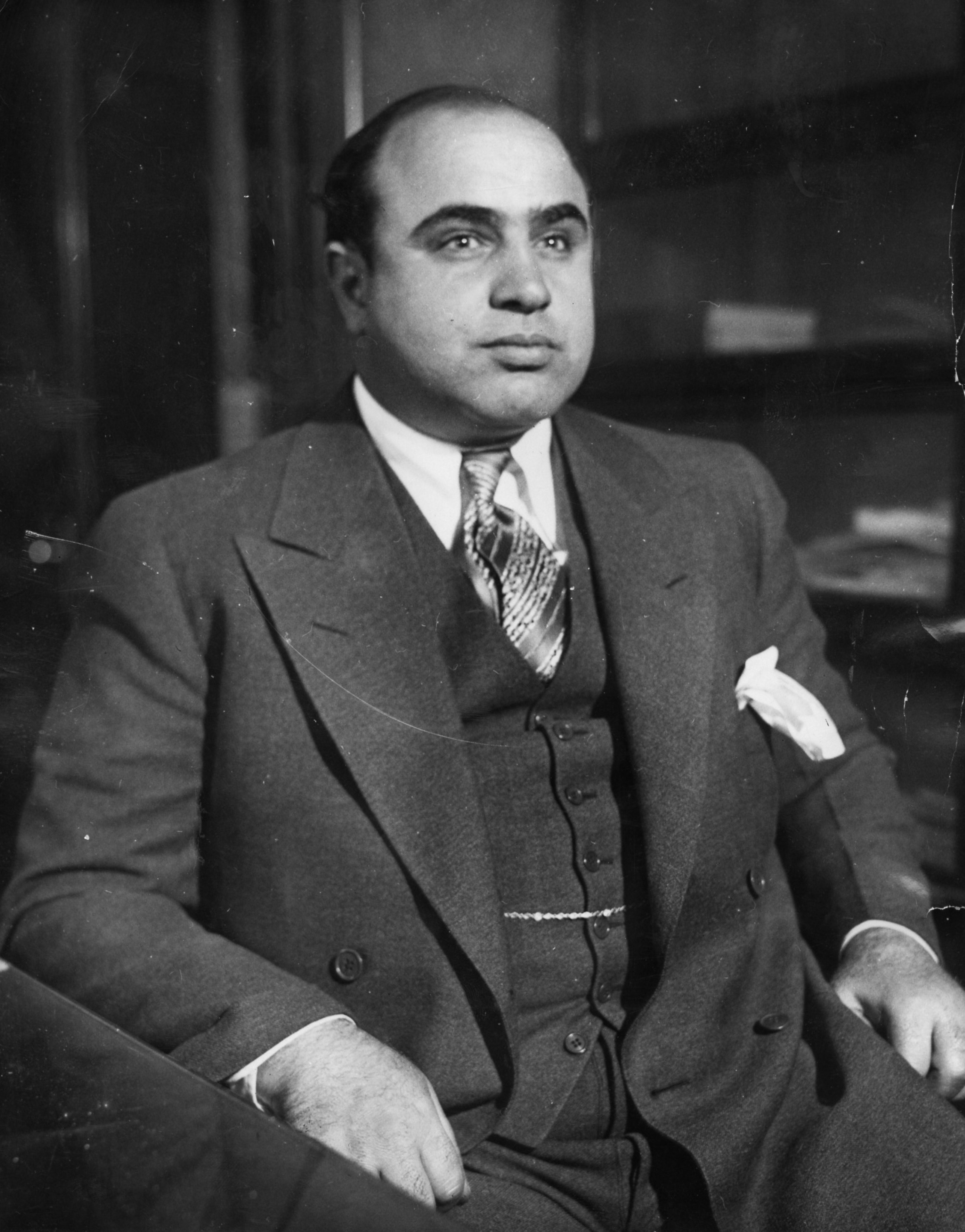
Ông trùm Al Capeno

Trùm xã hội đen, trùm băng đảng, trùm băng nhóm, trùm mafia, trùm giang hồ, trùm du đãng, trùm tội phạm, trùm gangster (găng-xtơ) hay gọi đơn giản là ông trùm, bà trùm, lão đại, chị đại, đại ca hoặc giang hồ là người đứng đầu một băng nhóm tội phạm. Ông trùm đặc trưng ở việc kiểm soát tuyệt đối hoặc gần như tuyệt đối các thành viên khác trong tổ chức, vô cùng được kính sợ bởi sự tàn nhẫn cũng như thiện ý khi kiếm miếng ăn nhằm tạo ra sức ảnh hưởng và lợi ích từ những vụ làm ăn phi pháp mà tổ chức có nhúng tay vào.
Một vài băng nhóm hay băng đảng khả năng chỉ có mỗi hai cấp bậc: ông trùm và các đàn em. Những băng nhóm khác có cơ cấu phức tạp hơn với nhiều cấp bậc, ngoài ra cơ cấu tổ chức có thể đa dạng và khác nhau tùy vào bối cảnh văn hóa.

## Lão Đại
Cụm từ Lão Đại (tiếng Anh: Mr Big) được sử dụng trong bối cảnh thế giới ngầm, ngoài ra giới truyền thông cũng sử dụng nó khi đề cập đến những nhân vật có liên quan đến các hoạt động phi pháp, chỉ đến kẻ cầm đầu một băng nhóm vận hành với các tư cách, vai trò khác nhau trong thế giới tội phạm có tổ chức. Thỉnh thoảng đại ca của cái gọi là giới giang hồ (gangland) cũng ám chỉ đến nhân vật Lão Đại, ví dụ khi họ không thể được đặt tên vì những lý do hợp pháp. Cụm từ này hoàn toàn thể hiện một cá nhân với cấp độ sở hữu vốn hiểu biết cao hơn hẳn.
Cụm từ Lão Đại còn đặc biệt thể hiện sự dính líu vào cái gọi là tội phạm đặc biệt nghiêm trọng (big-time crime) vốn dĩ sẽ bao gồm cả các vụ cướp có vũ trang, và thêm cả các mặt khác của hoạt động có tổ chức bên trong giới tội phạm.